# Camptocladius microtomus
Camptocladius microtomus är en tvåvingeart som först beskrevs av Jean-Jacques Kieffer 1924.  Camptocladius microtomus ingår i släktet Camptocladius och familjen fjädermyggor.
Artens utbredningsområde är Algeriet. Inga underarter finns listade i Catalogue of Life.